# 32e brigade d'infanterie (Empire allemand)
Pour les articles homonymes, voir 32e brigade.
La 32e brigade d'infanterie est une grande unité de l'armée prussienne.

## Histoire
La 32e brigade d'infanterie est créée à Trèves le 29 avril 1852 et fait partie jusqu'en 1912 de la 16e division d'infanterie basée à Trèves, qui est affectée au 8e corps d'armée de Coblence. De 1912 jusqu'à sa démobilisation, elle fait partie de la 31e division d'infanterie à Sarrebruck qui  est affectée au 21e corps d'armée à Sarrebruck.

### Garnisons
- 1852 à 1860 Trèves
- 1860 à 1866 Francfort-sur-le-Main
- 1866 à 1887 Trèves
- 1887 jusqu'à la fin de la guerre à Sarrebruck

### Composition
- 1852 à 1859

25e régiment d'infanterie (de), 30e régiment de Landwehr, 40e régiment d'infanterie
- 1860 à 1866

30e régiment d'infanterie, 70e régiment d'infanterie, 30e régiment de Landwehr
- 1867

40e régiment de fusiliers, 70e régiment d'infanterie, 30e régiment de Landwehr
- 1868 à 1869

Comme auparavant avec 70e régiment de Landwehr
- 1871-1889

30e régiment d'infanterie, 70e régiment d'infanterie, 30e régiment de Landwehr, 70e régiment de Landwehr
- 1889 à 1912

30e régiment d'infanterie, 70e régiment d'infanterie
- 1912 à 1914

70e régiment d'infanterie, 174e régiment d'infanterie
- Composition de guerre lors de la mobilisation en 1914

Comme auparavant
- Composition de guerre le 28 octobre 1918

Comme auparavant, avec en plus le 166e régiment d'infanterie et le 5e escadron du 7e régiment d'uhlans (de)

### Guerre austro-prussienne de 1866
Dans la guerre de la Prusse contre l'Empire autrichien, la brigade participe à la campagne du Main sous la direction du général de division Hans von Schachtmeyer,

### Guerre franco-prussienne de 1870/1871
Dans la guerre franco-prussienne, la brigade, dirigée par le général Adolf von Hertzberg, participe aux batailles de Forbach-Spicheren, Vionville, Saint-Privat, Orléans, Bapaume, Beaugency, Saint-Quentin et Hallue ainsi qu'au siège de Metz et à l'encerclement de Péronne.

### Première Guerre mondiale
Avec la mobilisation d'août 1914, la brigade doit créer le 32e bataillon de remplacement de brigade et fait partie de la 31e division d'infanterie, et est d'abord déployée sur le front occidental jusqu'à fin janvier 1915 puis sur le front oriental jusqu'au cessez-le-feu de décembre 1917 et est ensuite impliquée dans de violents combats sur le front occidental.

### Commandants de brigade
| Nom                               | Date                                 |
| --------------------------------- | ------------------------------------ |
| Karl von Herrmann                 | 4 mai 1852 au 25 octobre 1854        |
| Karl Schenck zu Schweinsberg (de) | 26 octobre 1854 au 6 mai 1857        |
| Louis von Gersdorff (de)          | 7 mai 1857 au 30 janvier 1860        |
| Wilhelm von Sommerfeld (de)       | 31 janvier 1860 au 28 janvier 1863   |
| Franz August von Etzel (de)       | 29 janvier 1863 au 8 janvier 1864    |
| Gustav Friedrich von Beyer        | 9 janvier 1864 au 14 septembre 1866  |
| Adolf von Glümer,                 | 15 septembre 1866 au 21 juillet 1870 |
| Rudolf von Rex (de)               | 22 juillet 1870 au 12 juillet 1874   |
| Egbert von Berger (de)            | 13 juillet 1874 au 10 mars 1876      |
| Hermann von Dörnberg (de)         | 11 mars 1876 au 10 décembre 1879     |
| Julius von Trenk (de)             | 11 décembre 1879 au 5 décembre 1883  |
| Benno von Massow (de)             | 6 décembre 1883 au 13 mai 1887       |
| Gustav von Möller (de)            | 14 mai 1887 au 15 février 1889       |
| Paul von Heimburg (de)            | 6 février 1889 au 15 juillet 1891    |
| Carl Hencke                       | 16 juillet 1891 au 16 juin 1893      |
| Hermann von Bilfinger (de)        | 17 juin 1893 au 20 décembre 1893     |
| Ferdinand von Schwedler           | 21 décembre 1893 au 17 avril 1896    |
| Oskar Wallmüller (de)             | 18 avril 1896 au 14 juin 1899        |
| Leopold Siemens                   | 15 juin 1899 - 21 avril 1902         |
| Reinhold von Twardowski           | 22 avril 1902 au 9 avril 1906        |
| Otto von Dufais (de)              | 10 avril 1906 au 23 mars 1909        |
| Julius Riemann                    | 24 mars 1909 au 1er mai 1912         |
| Arthur Mittelstaedt               | 2 mai 1912 au 19 mai 1913            |
| Karl von Behr                     | 20 mai 1913 au 30 mars 1915          |
| Carl Wilhelm Wilhelmi             | 31 mars 1915 au 29 juillet 1916      |
| Robert von Bernuth                | 30 juillet 1916 au 7 septembre 1916  |
| Gustav von Lambsdorff             | 8 septembre 1916 au 31 octobre 1917  |
| Adolph Feldtkeller                | 1er novembre 1917 au 12 août 1919    |